# Schlacht von Assandun

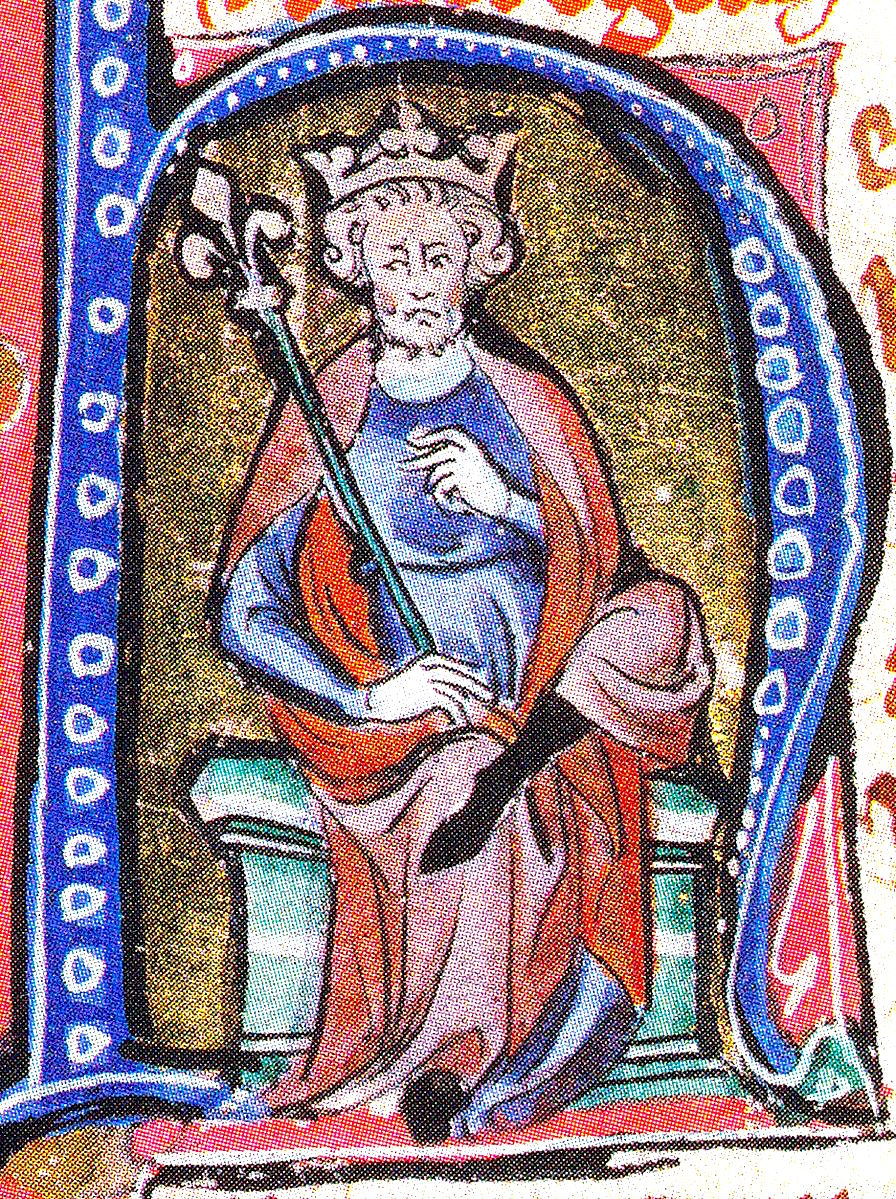
Abbildung von Knut dem Großen

Die Schlacht von Assandun ereignete sich am 18. Oktober 1016 in Assandun. Bis heute ist strittig, ob es sich bei Assandun um das heutige Ashdon oder – wie lange angenommen – um Ashingdon im Südosten von Essex, England, handelt. Die Schlacht endete mit einem Sieg der Dänen, die unter Führung von Knut dem Großen kämpften. Das englische Heer wurde durch Edmund II. geführt. Die Schlacht ist der Abschluss der dänischen Eroberung Englands und der Beginn des Anglo-Skandinavischen Reiches unter Knuts Herrschaft.
In früheren Zeiten gab es sieben Königreiche in England, aber im späten 10. Jahrhundert waren es nur zwei. Die Dänen beherrschten zwei Drittel von England – das Danelag, das Gebiet nördlich der Themse, entlang des Lee, nordwestlich bis einschließlich der Midlands samt östlichem Mercia bis Chester und den Fluss Dee. Die Sachsen beherrschten das Gebiet südlich der Themse, den Westen von Wessex und den Westen von Mercia.
Vor der Schlacht hatte König Knut London belagert. Gegen die sächsische Hierarchie bekam er bedeutende Unterstützung durch den englischen Adel. Die Belagerung war eine Antwort auf König Edmunds Eroberung des bis dahin von Dänen beherrschten Wessex sowie mehrere kleine, aber unentschieden ausgegangene Auseinandersetzungen mit Knuts Armee. London widerstand der Belagerung mit Hilfe Edmunds, aber ihm fehlten Truppen nach dem Angriff gegen die Dänen in Mercia.
Edmund war gezwungen, mit seiner Armee durch einen Landteil zu reisen, der von Feinden dominiert wurde. Er war hier dem ständigen Risiko ausgesetzt, von dänischen Truppen attackiert zu werden. Späher Knuts hatten Edmunds Vormarsch bemerkt und in Essex wurde Edmunds Armee von Knut abgefangen. Dieser Überraschungseffekt führte dazu, dass einige von Edmunds Männern desertierten und eine dänische Übermacht sehr schnell in der Schlacht dominierte. Es gibt jedoch auch Quellen, die behaupten, das englische Heer hätte zunächst dominiert, wäre dann jedoch durch Eadric Streona verraten worden, der mit Knut eine Vereinbarung getroffen hätte, das englische Heer im entscheidenden Moment im Stich zu lassen.
Nach seiner Niederlage war König Edmund gezwungen, einen Vertrag mit Knut zu unterzeichnen, der Knut die Herrschaft über alle englischen Territorien bis auf Wessex überließ. Nach Edmunds Tod sollte auch Wessex an die Dänen fallen. Entsprechend konnte Knut der Große nach Edmunds Tod, der bereits am 30. November jenes Jahres eintrat, ganz England unter seiner Herrschaft vereinen.
Knut errichtete nach dem Sieg zur Erinnerung an seine in der Schlacht gefallenen Männer eine Gedächtniskirche. 1020 wurde der Ashingdon Minster genannte Bau auf dem Berg neben dem mutmaßlichen Schlachtfeld fertiggestellt. Die Kirche besteht bis heute.